# Un Noël plein de surprises

Un Noël plein de surprises (Christmas Town) est un téléfilm de Noël canado-américain réalisé par George Erschbamer et diffusé en 2008.

## Synopsis
Une mère célibataire est invitée par son père à aller passer les vacances de Noël chez lui. Son fils, qui n'a pas vu son grand-père depuis longtemps, la pousse à accepter.

## Fiche technique
- Scénario : Ron McGee
- Durée : 83 min
- Pays :  Canada,  États-Unis

## Distribution
- Nicole De Boer (VF : Sylvie Ferrari) : Elizabeth « Liz » McCann
- Patrick Muldoon : Kevin O'Reilly
- Gig Morton (VF : Tom Trouffier) : Mason McCann
- Garry Chalk (VF : Bernard Demory) : Jack Travers
- Jocelyn Loewen : Alison Kay
- Gabe Khouth : Otis
- Karin Konoval (VF : Blanche Ravalec) : Roxie
- Peter Ruginis : le père Noël
- Michael Roberds : le garde N.P.
- David Mott : Reveler
- Tony Alcantar : le père Noël Charlie Ketchum
- Jennifer Copping : la femme enceinte
- Wayne Bernard : le mari